# Incaspiza ortizi
Az Incaspiza ortizi a madarak osztályának verébalakúak (Passeriformes) rendjébe és a tangarafélék (Thraupidae) családjába tartozó faj.

## Rendszerezése
A fajt John Todd Zimmer amerikai ornitológus írta le 1952-ben.

## Előfordulása
Peru északnyugati részén, az Andokban honos. Természetes élőhelyei a szubtrópusi és trópusi magaslati cserjések. Állandó, nem vonuló faj.

## Megjelenése
Testhossza 16 centiméter, testtömege 29–38 gramm.

## Életmódja
Leginkább magvakkal és más növényi anyaggal táplálkozik, melyet rovarokkal egészít ki.

## Természetvédelmi helyzete
Az elterjedési területe kicsi, egyedszáma 2500-9999 példány közötti, viszont stabil. A Természetvédelmi Világszövetség Vörös listáján nem fenyegetett fajként szerepel.